# Quinton de Kock
Quinton de Kock (Johannesburgo, 17 de diciembre de 1992) es un jugador de críquet sudafricano. Es conocido por ser el sudafricano más rápido en alcanzar las 1,000 carreras en One Day International. Fue galardonado como Jugador de Cricket del Año en 2017 en los Premios Anuales de Cricket Sudáfrica por su desempeño excepcional en el críquet.

## Carrera
El 21 de diciembre de 2012, de Kock hizo su debut en Twenty20 con Sudáfrica contra Nueva Zelanda. En la Copa Mundial de Críquet Sub-19 de la ICC de 2012, de Kock anotó 95 de 131 entregas de pelotas de cricket en el primer partido de Sudáfrica contra Bangladés, que el equipo ganó por 133 carreras. De Kock anotó 284 carreras durante todo el torneo, ocupando el cuarto lugar del torneo.
El 19 de enero de 2013, hizo su debut en One Day International contra Nueva Zelanda. El 20 de febrero de 2014, de Kock hizo su debut en test cricket para Sudáfrica contra Australia.
El 12 de junio de 2021, de Kock se unió a Mark Boucher en 3000 carreras en Test cricket como wicketkeeper para Sudáfrica durante las 141 carreras anotadas, la mejor marca de su carrera, contra las Indias Occidentales.

## Récords en críquet
- El sudafricano más rápido en llegar a las 1.000 carreras en One Day International.[8]
- El sudafricano más rápido en anotar un medio siglo Twenty20 (17 bolas).[9]
- Wicketkeeper más rápido en términos de partidos (35) para tomar 150 despidos de Test Cricket.[10]

## Premios
- «Jugador de críquet del año en los premios anuales de Cricket Sudáfrica 2017».[11]
- «Jugador de críquet masculino del año 2020 de Sudáfrica» en la ceremonia anual de premios de Cricket Sudáfrica.[12]

## Vida privada
En septiembre de 2016, Quinton de Kock se casó con su novia, Sasha Hurly.